# Мюррей, Джон (исследователь)
Джон Мюррей (1775, предп. Эдинбург — 1807, неизвестно) — мореплаватель и исследователь Австралии. Открыл Порт-Филлип, на берегах которого теперь расположен город Мельбурн.

## Биография
Считается, что Мюррей родился в Эдинбурге. Служил на нескольких кораблях. В ноябре 1800 прибыл в Австралию. Участвовал в исследовательских плаваниях. В сентябре 1801 года губернатор Кинг назначил Мюррея лейтенантом и командиром Lady Nelson. Именно на ней он совершил свои открытия. В 1803 был отстранен от командования судном и вернулся в Англию.
О поздних годах Мюррея известно мало. Он опубликовал несколько карт и, возможно, получил звание капитана. Вместе с тем, есть данные об исчезновении в 1814 году судна под командованием некоего лейтенанта Джона Мюррея. Однако это мог быть и тезка мореплавателя.